# Iowa Great Lakes

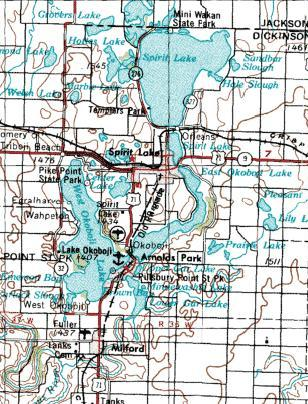
Die Iowa Great Lakes

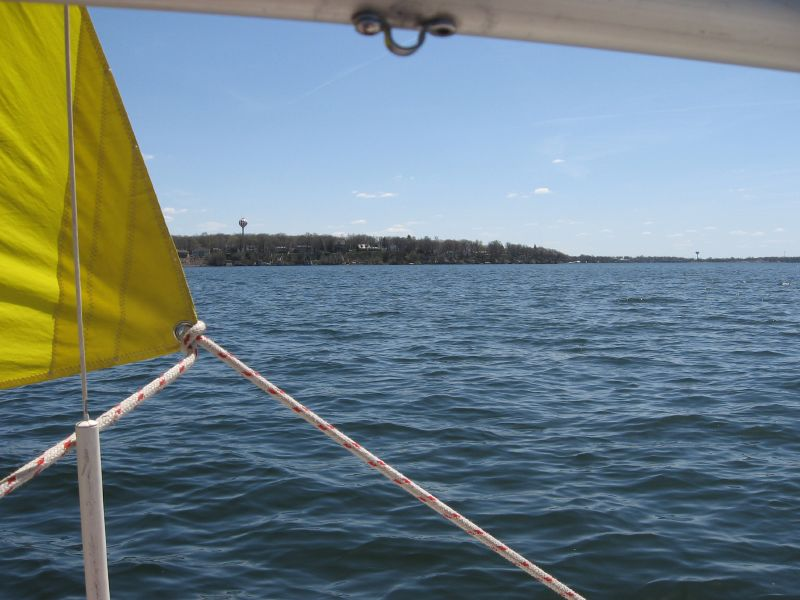
West Okoboji Lake, 2007

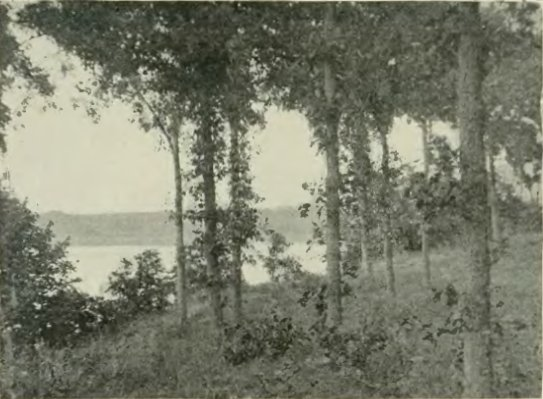
East Okoboji Lake, 1903

Die Iowa Great Lakes sind eine Gruppe von am Ende der Eiszeit entstandenen Seen im Dickinson County im Nordwesten des US-amerikanischen Bundesstaates Iowa an der Grenze zu Minnesota. Die geografischen Koordinaten lauten 43° 23′ N, 95° 6′ W.
Die in ihrer Größe bedeutsamsten Seen sind der Big Spirit Lake (23 km²) nördlich der Stadt Spirit Lake, der West Okoboji Lake (15,57 km²) und der East Okoboji Lake (7,43 km²). Sie alle entwässern über den Milford Creek in den Little Sioux River. Die zuvor genannten sind zudem die größten natürlichen Seen in Iowa.

## State Parks
In der Region, die eine bedeutende Tourismusdestination von Iowa ist, befinden sich mehrere State Parks, namentlich:
| - Elinor Bedell State Park - Emerson Bay State Recreation Area - Gull Point State Park - Lower Gar State Recreation Area - Marble Beach State Recreation Area | - Mini-Wakan State Park - Pikes Point State Park - Templar State Recreation Area - Trapper's Bay State Park |

## Orte in der Region
| - Arnolds Park - Egralharve - Methodist Camp - Milford - Okoboji | - Orleans - Spirit Lake - Triboji Beach - Wahpeton - West Okoboji |